# Томас Пери
Томас Пери (на английски: Thomas Perry) е американски писател, автор на бестселъри в жанровете трилър и криминален роман.

## Биография и творчество
Томас Пери е роден на 7 август 1947 г. в Тонауанда, Ню Йорк, САЩ, в семейството на учителите Ричард и Елизабет Пери. Получава бакалавърска степен през 1969 г. от Университета „Корнел“. След завършването служи във Военновъздушните сили на САЩ, а след уволнението си работи на различни временни работни места. През 1974 г. получава докторска степен по английска филология от Университета „Рочестър“.
В периода 1974–1975 г. работи като търговец на риба. След това в периода 1975–1980 г. е помощник-ректор на Колежа за научни изследвания на Университета на Калифорния в Санта Барбара, в периода 1980–1984 г. е помощник-координатор на програмата на Университета на Южна Калифорния. През 1984–1989 г. пише сценарии за телевизията и е продуцент, основно за сериала „Simon & Simon“, след което изцяло се посвещава на писателската си кариера.
На 31 август 1980 г. се жени за втората си съпруга – писателката Джо Ан Ли. Има две дъщери – Аликс Елизабет и Изабел Роуз.
Заедно с работата си в университета той опитва да пише романи. Първите му два непубликувани ръкописа са научна фантастика и приключенски роман, преди да се насочи към криминалната литература и трилъра.
Първият му роман „The Butcher's Boy“ от едноименната криминалната поредица „Момчето на месаря“ е публикуван през 1982 г. Книгата става бестселър и получава наградата „Едгар“ за най-добър първи роман. Следващият му роман „Metzger's Dog“ също е бестселър и е определен от „Ню Йорк Таймс“ като един от 100-те най-добри трилъра.
Писателят е известен със своите сложни и хумористични криминални романи, в които се преследват изобретателни и безпринципни убийци.
Томас Пери живее със семейството си в Южна Калифорния.

## Произведения

### Самостоятелни романи
- Metzger's Dog (1983)
- Big Fish (1985)
- Island (1988)
- Death Benefits (2001)
- Pursuit (2001) – награда „Гъмшой“
- Dead Aim (2002)
- Nightlife (2006)
- Fidelity (2008)
- Strip (2010)
- Forty Thieves (2015)

### Серия „Момчето на месаря“ (Butcher's Boy)
1. The Butcher's Boy (1982) – награда „Едгар“
2. Sleeping Dogs (1992)
3. The Informant (2011) – награда „Бари“

### Серия „Джейн Уайтфилд“ (Jane Whitefield)
1. Vanishing Act (1994)
2. Dance for the Dead (1996)
3. Shadow Woman (1997)
4. The Face-Changers (1998)
5. Blood Money (1999)
6. Runner (2009)
7. Poison Flower (2012)
8. A String of Beads (2014)

### Серия „Джак Тил“ (Jack Till)
1. Silence (2007)
2. The Boyfriend (2013)

### Участие в общи серии с други писатели

#### Серия „Приключенията на семейство Фарго“ (Fargo Adventure)
4. The Tombs (2010) – с Клайв Къслър
Гробниците, изд. „PRO book“, София (2013), прев. Емануил Томов
5. The Mayan Secrets (2013) – с Клайв Къслър
Тайната на маите, изд. „PRO book“, София (2015), прев. Стефан Георгиев
от серията има още 6 романа от Клайв Къслър с други съавтори

### Новели
- The Book of the Lion (2015)

### Екранизации
- 1987 Sidekicks – ТВ сериал, автор 1 епизод
- 1984 – 1988 Simon & Simon – ТВ сериал, автор 9 епизода, продуцент
- 1990 Star Trek: The Next Generation – ТВ сериал, автор 1 епизод
- 1991 21 Jump Street – ТВ сериал, автор 9 епизода